# Justus Teicke

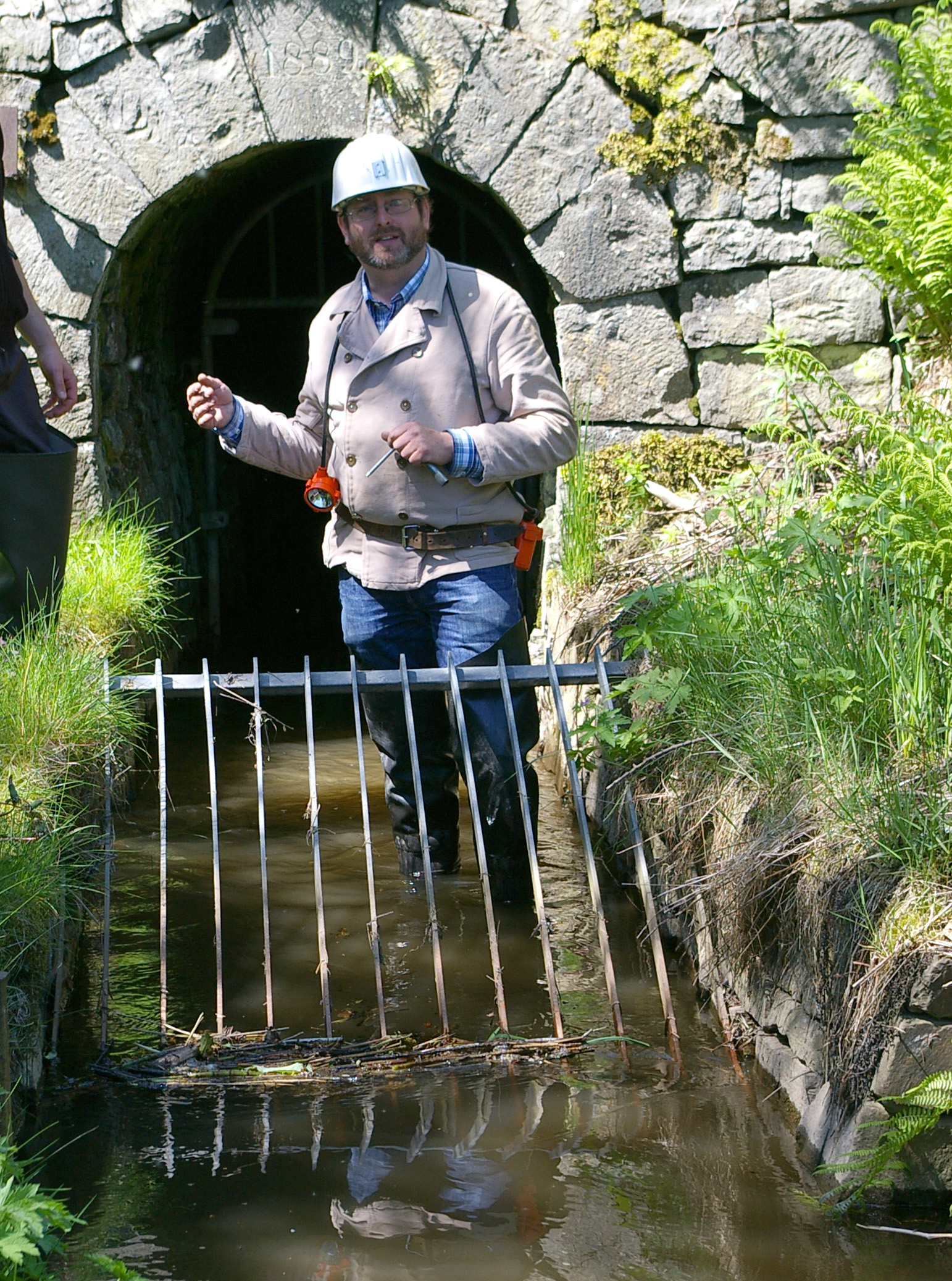
Justus Teicke bei einer Führung (2006)

Justus Teicke (* 5. Mai 1960 in  Münden) ist ein deutscher Wasserbauingenieur und Autor.

## Leben und Werk
Justus Teicke wuchs ab 1967 in Hahnenklee im dortigen Pfarrhaus auf. Das Studium an der Fachhochschule Nordostniedersachsen in Suderburg schloss er 1988 als Diplom-Ingenieur ab.
Im Jahre 1991, als sich die Harzwasserwerke GmbH vertraglich mit dem Land Niedersachsen verpflichtete, die Anlagen des Kulturdenkmales „Oberharzer Wasserregal“ zu übernehmen und zu betreiben sowie zu unterhalten, trat Justus Teicke in den Dienst dieses niedersächsischen Wasserversorgers und Talsperrenbetreibers. In Clausthal-Zellerfeld baute er den Betriebshof am Kaiser-Wilhelm-Schacht mit auf und übernahm dessen Leitung. Zuletzt war Justus Teicke bei den Harzwasserwerken bis Jahresende 2019 Leiter der Abteilung Talsperren und neben dem Oberharzer Wasserregal auch verantwortlich für die Sösetalsperre, die Odertalsperre, die Eckertalsperre, die Okertalsperre, die Innerstetalsperre und die Granetalsperre in Niedersachsen.
Ende der 2000er Jahre unterstützte er Reinhard Roseneck maßgeblich bei dem Antragsverfahren, das System der historischen Oberharzer Wasserwirtschaft zum UNESCO-Weltkulturerbe erklären zu lassen. Die Anerkennung erfolgte im Sommer 2010 als Erweiterung der damals bereits bestehenden  Weltkulturerbestätte „Bergwerk Rammelsberg und Altstadt von Goslar“ und das Ensemble trägt jetzt die offizielle Bezeichnung Bergwerk Rammelsberg, Altstadt von Goslar und Oberharzer Wasserwirtschaft.
Justus Teicke befasst sich in seinen Veröffentlichungen vor allem mit dem historischen und dem modernen Wasserbau, der Wasserwirtschaft sowie dem historischen Bergbau im Harz und der dazugehörigen Technik. Er ist u. a. Kassenwart des Oberharzer Geschichts- und Museumsvereines, Mitglied des Harzklubs sowie der Deutschen Wasserhistorischen Gesellschaft. Darüber hinaus übt er gelegentlich eine Gutachtertätigkeit beim Niedersächsischen Landesamt für Denkmalpflege aus.

## Schriften (Auswahl)
- Kulturdenkmal Oberharzer Wasserregal – Historische Wasserbauanlagen unter angepasster Instandhaltung In: H.-E. Minor: Moderne Methoden und Konzepte im Wasserbau. ETH Zürich, Zürich 2002.
- Dichtungssanierungen an historischen Erddämmen, in: WasserWirtschaft, Vieweg + Teubner-Verlag, Wiesbaden, Heft 7–8/2006 online
- Die Huttaler Widerwaage und ihre Funktion. In: Allgemeiner Harz-Berg-Kalender für das Jahr 2009. ISSN 1867-5395, S. 80–83.
- Das Oberharzer Wasserregal, das bedeutendste vorindustrielle Energiegewinnungs- und Energieversorgungssystem der Welt. Harzwasserwerke, Clausthal-Zellerfeld 2011 (harzwasserwerke.de [PDF]).
- Historischer Wasserbau für die Energieversorgung von Bergwerken: Das Oberharzer Wasserregal in: industrie-kultur, Heft 1/2008, Klartext-Verlagsgesellschaft, Essen
- mit Kathrin Baumann: Talsperrenbetrieb für den Naturschutz. In: Wasserwirtschaft. Heft 4, 2010 (online (PDF; 227 kB)).
- mit Mathias Döring: Wasser am Limes und im Hohensteiner Land. In: Geschichte und Gegenwart des Mains und seiner Hochwasser. (= Schriften des DWhG. Band 14) Siegburg 2010, ISBN 978-3-8391-8665-7, S. 141–142.
- mit Mathias Döring: Oberharzer Wasserwirtschaft zum Weltkulturerbe erhoben. In: Schriften der Deutschen Wasserhistorischen Gesellschaft. Heft 14, 2010, ISBN 978-3-8391-8665-7, S. 133–149.
- Ein neuer Hungerstein für den Hirschler Teich. In: Allgemeiner Harz-Berg-Kalender für das Jahr 2012, Papierflieger Verlag GmbH, Clausthal-Zellerfeld, 2011, ISBN 978-3-86948-165-4
- Macher des Welterbes, In: Unser Harz, Heft 11/2012, Oberharzer Druckerei und Verlag, Clausthal-Zellerfeld, 2012.
- mit Martin Schmidt, Rainer Tonn: WasserWanderWege. Ein Führer durch das Oberharzer Wasserregal – UNESCO-Welterbe. 4., überarb. Aufl., Papierflieger-Verlag Clausthal-Zellerfeld, 2012, ISBN 978-3-86948-200-2.
- Die Pfauenteiche sind saniert – Beseitigung einer Rüstungsaltlast In: Unser Harz. Heft 11, Oberharzer Druckerei und Verlag GmbH, Clausthal-Zellerfeld 2012 (PDF online).
- Das Oberharzer Wasserregal – Ein Weltkulturerbe. In: Wasserwirtschaft Bd. 103, Nr. 5, 2013, S. 144–147.
- Die Harzwasserwerke GmbH – Niedersachsens größter Wasserversorger, Goslarer Bergkalender, Verlag Goslarsche Zeitung Karl Krause, Goslar 2013
- Hochwasserschutz für Goslar, eine Ableitungsstelle am Wintertalbach im Bergtal In: Goslarer Bergkalender 2015. Verlag Goslarsche Zeitung Karl Krause, Goslar 2014.
- Der Grabenwärter – Ein Traditionsberuf wird fortgeführt. In: Unser Harz. Geschichte und Geschichten, Kultur und Natur aus dem gesamten Harz. Fischer und Thielbar, Clausthal-Zellerfeld, Heft 3, 2016. (Online)
- mit Arnd Mehling: Wehre müssen nicht kompliziert sein – eine neue Beileitung für die Granetalsperre, in WasserWirtschaft, Technik-Forschung-Praxis, Springer-Vieweg|Springer Fachmedien Wiesbaden GmbH, Wiesbaden, Heft 1/2017
- mit Christine Bauer, Wilfried Ließmann, Lothar Klappauf und Katharina Malek: Bergwerk Rammelsberg, Altstadt Goslar, Oberharzer Wasserwirtschaft Herausgeber: Stadt Goslar, Verlag Goslarsche Zeitung, Goslar, 2017, ISBN 978-3-9816086-5-6
- mit Christian Bellak und Katharina Malek: Der Oderteich – Untersuchung und Instandsetzung einer 300 Jahre alten Talsperre, in WasserWirtschaft, Technik-Forschung-Praxis, Springer-Vieweg|Springer Fachmedien Wiesbaden GmbH, Wiesbaden, Heft 9/2017
- mit Robert Braunisch, Frank Campen, Christoph Donner, Andreas Lange: Generalsanierung der Odertalsperre von 2010 bis 2018. in WasserWirtschaft, Technik-Forschung-Praxis, Springer-Vieweg|Springer Fachmedien Wiesbaden GmbH, Wiesbaden, Heft 6/2018
- mit Katharina Malek: Spuren einer Kulturlandschaft: Die historische Oberharzer Wasserwirtschaft mit ihren Kunstteichen. In: Berichte zur Denkmalpflege in Niedersachsen. Heft 2, 2020, S. 32–37 (Online).
- mit Katharina Malek: Die Havarie am historischen Oberen Schalker Teichdamm im Harz in WasserWirtschaft, Technik-Forschung-Praxis, Springer-Vieweg|Springer Fachmedien Wiesbaden GmbH, Wiesbaden, Heft 10/2020
- 10 Jahre Weltkulturerbe: Die Bauwerke des Oberharzer Wasserregals in Unser Harz, Geschichte und Geschichten, Kultur und Natur aus dem gesamten Harz, Fischer & Thielbar, Clausthal-Zellerfeld, Heft 4/2021